# Dobblers Höhe

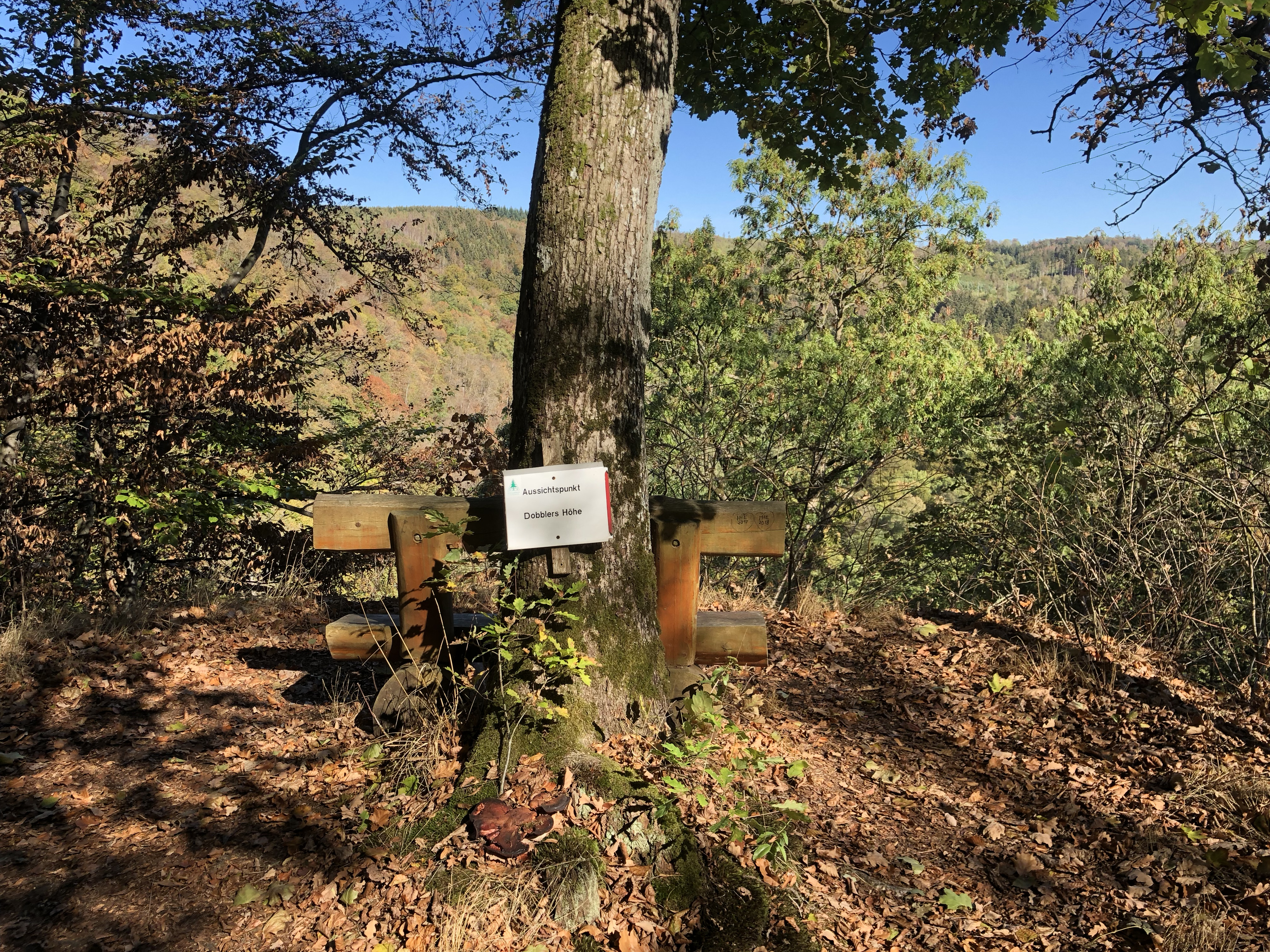
Dobblers Höhe

Dobblers Höhe ist ein Aussichtspunkt im Harz in Sachsen-Anhalt.
Er befindet sich auf dem Gebiet der Stadt Thale nordwestlich des Ortsteils Treseburg oberhalb der Bode, die östlich von Dobblers Höhe durch das Tal fließt. Durch hangseitigen Bewuchs ist die Aussicht allerdings eingeschränkt. Unmittelbar westlich des Aussichtspunkts verläuft der Wanderweg von Treseburg zum Aussichtspunkt Wilhelmsblick.
Am Aussichtspunkt, der durch die Stadt Thale 2016 neu hergestellt wurde, befindet sich eine hölzerne Sitzbank.